# Verlag Regionalkultur
Der Verlag Regionalkultur (Eigenschreibweise: verlag regionalkultur) ist ein deutscher Verlag mit Fokus auf Geschichte und Kultur Südwestdeutschlands sowie Elsass und deutschsprachige Schweiz.

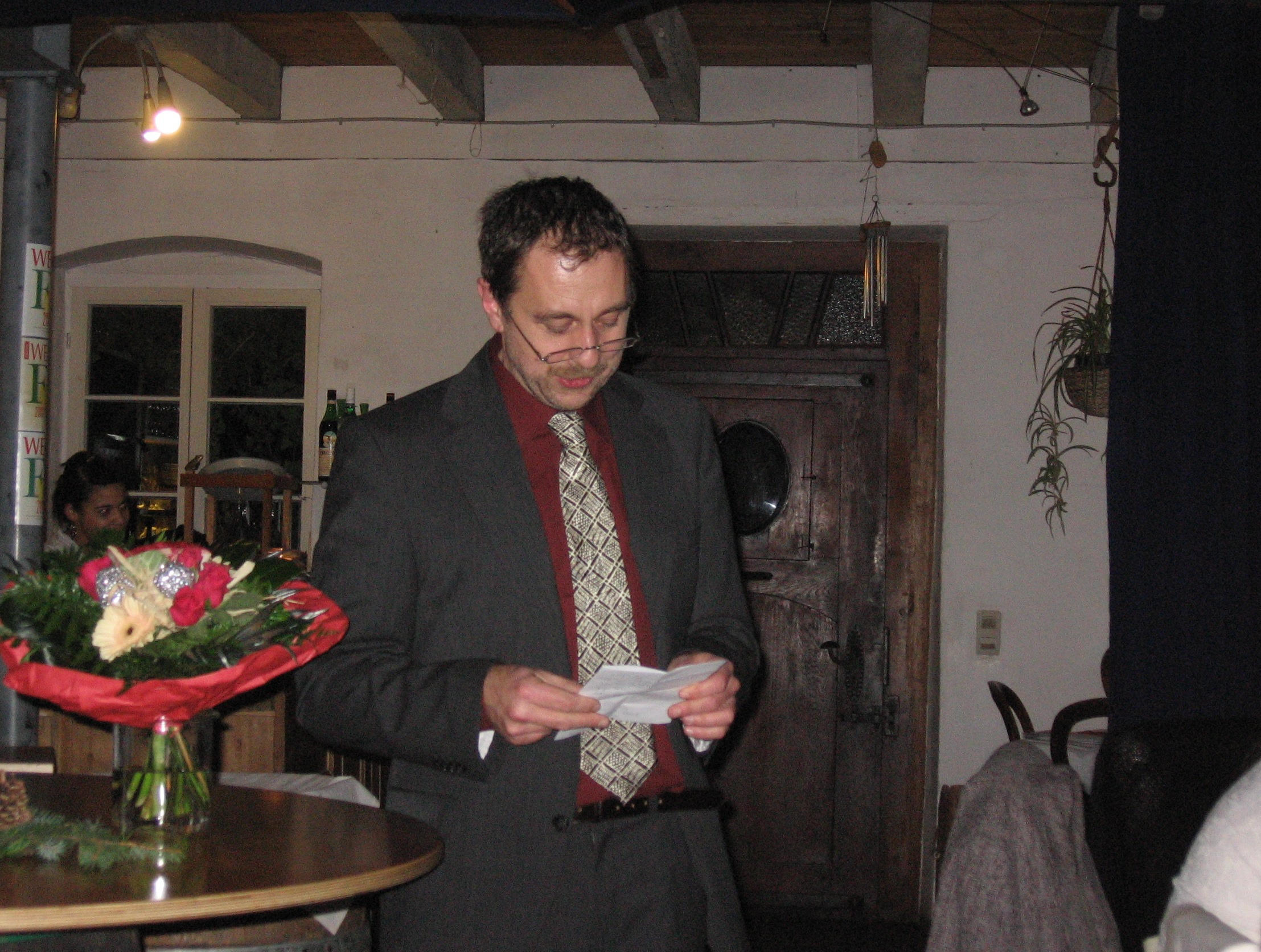
Reiner Schmidt, Mitbegründer des Verlags Regionalkultur

## Geschichte
Der Verlag Regionalkultur wurde 1989 von Reiner Schmidt, Andrea Sitzler und Bernhard Stier gegründet. Als erstes Buch erschien Weiterstadt 1933–1945. Nationalsozialistischer Alltag in einer südhessischen Gemeinde von Walter Hochreiter und Edgar Illert. Im Jahr 2000 konnte der Verlag Brigitte Guderjahn (Heidelberg) übernommen werden. 2002 folgte die Übernahme der regionalen Sparte des Badenia Verlags. Derzeit beschäftigt das Unternehmen 10 Mitarbeiter. Der Verlagssitz befindet sich in Ubstadt-Weiher in Baden-Württemberg.

## Verlagsprogramm
Im Verlag Regionalkultur erscheinen derzeit etwa 60 bis 70 Titel jährlich. Der Großteil davon sind Sach- und Fachbücher, die historische, kulturelle oder ökologische Themen in Südwestdeutschland (Baden-Württemberg, Pfalz, Südhessen) sowie den Elsass und die nördlichen Schweiz betreffen. Schwerpunkte liegen in der Aufarbeitung der NS-Zeit, regionaler Kirchengeschichte und jüdischer Geschichte sowie Firmengeschichte und bei Heimatbüchern. Hinzu kommen viele Ortschroniken, Ortssippenbücher und andere genealogische Publikationen sowie Stadt-, Wander- und Naturführer und zahlreiche Bildbände.
Die Belletristik-Sparte bietet primär historische Romane, Krimis sowie Mundart-Bücher mit regionalem Bezug. Hinzu kommen Autobiographien bzw. Lebenserinnerungen. Einige dieser Bücher sind auch als E-Books erhältlich.
Zusätzlich sind einige Kunstbände und Ausstellungskataloge erschienen, insbesondere von Uscha-Rudek Werlé.

## Reihen
Mehrere wissenschaftliche Reihen erscheinen regelmäßig im Verlag Regionalkultur. Dazu gehören unter anderem:
- Beiträge zur Geschichte des Landkreises Karlsruhe[4]
- Beiträge zur Geschichte des Neckar-Odenwald-Kreises[5]
- Fragmenta Melanchthoniana (mit dem Melanchthonhaus Bretten)
- Heimatbuch Rastatt (mit dem Kreisarchiv Rastatt)[6]
- Mannheimer Geschichtsblätter (mit dem Mannheimer Altertumsverein, rem, Stadtarchiv Mannheim)[7]
- Naturschutz-Spectrum (mit der Landesanstalt für Umwelt Baden-Württemberg)[8]
- Neue Beiträge zur Pforzheimer Stadtgeschichte, Materialien zur Stadtgeschichte Pforzheim, Pforzheimer Stadtrundgänge (mit dem Stadtarchiv Pforzheim)[9]
- Pforzheimer Stadtrundgänge (mit dem Kulturamt Pforzheim)
- Schriftenreihe des Stadtarchivs Heidelberg[10]
- Veröffentlichungen des Archivs der Stadt Stuttgart
- Veröffentlichungen der Historischen Kommission der Stadt Bruchsal[11]
- Waldenserstudien (mit der Deutschen Waldenser-Vereinigung)

## Autoren und Herausgeber
Im Bereich Geschichte haben unter anderem Thomas Adam, Jürgen Alberti, Hans-Peter Becht, Alexandra Beilharz, Peter Blum, Alexander Boguslawski, Bernd Breitkopf, Konrad Dussel, Frank Engehausen, Christian Führer, Karl-Heinz Glaser, Heiko Haumann, Walter Hochreiter, Christian Jung, Martin Krauß, Jörg Kreutz, Wilhelm Kreutz, Thomas Moos, Karl Heinz Neser, Ulrich Nieß, Sebastian Parzer, Armin Schlechter, Thomas Schnabel, Hans Jörg Staehle, Bernhard Stier, Harald Stockert, Christoph Timm, Heiko Wacker, Martin Walter, Johannes Werner, Alfried Wieczorek und Hermann Wiegand Bücher publiziert. Hinzu kommen zahlreiche Institutionen wie unter anderem das Haus der Geschichte Baden-Württemberg, die Stadtarchive Bruchsal, Heidelberg, Mannheim, Karlsruhe, Pforzheim, Stuttgart, die Kreisarchive Karlsruhe, Rastatt, Neckar-Odenwald-Kreis, Rhein-Neckar-Kreis, das Historische Museum der Pfalz Speyer, die Reiss-Engelhorn-Museen Mannheim, das Kurpfälzische Museum Heidelberg sowie die Pfälzische Gesellschaft zur Förderung der Wissenschaften, der Mannheimer Altertumsverein, Heimatverein Kraichgau sowie der Femmes PAMINA Frauen e. V.
Im Bereich Kirchengeschichte haben unter anderem Günter Frank, Jürgen Krüger, Albert de Lange und Gerhard Schwinge publiziert. Hinzu kommen Institutionen wie das Melanchthonhaus Bretten, der Badische Verein für Kirchengeschichte sowie zahlreiche Einzelgemeinden.
Im Bereich Belletristik haben unter anderem Gabriele Albertini, Alexander Bertsch, Dorothea Conrad, Herbert Hartkopf, Thomas Liebscher, Sabine Maucher, Martin Schemm und Hans-Peter Schwöbel publiziert.

## Auszeichnungen
- 2015: 1. Preis Landespreis für Heimatforschung  für Die NS-Vergangenheit in der Heil- und Pflegeanstalt Wiesloch von Frank Janzowski.[13]
- 2016: 1. Preis Landespreis für Heimatforschung für Jüdisches Leben in Meckesheim bis 1940 von Edith Wolber.[14]